# Budorcas taxicolor
O Takin-dourado (Budorcas taxicolor) também chamado de Boi de camurça ou cabra-gnu é mamífero artiodátilo da família dos bovídeos e da subfamília caprinae encontrado a leste dos himalaias. Apesar do takin ser considerado o antepassado do boi almiscarado, do gênero ovibos, estudos recentes com base no DNA mitocondrial, sugerem uma relação mais próxima da espécie com as ovelhas, do gênero ovis. Sua semelhança física com o boi almiscarado é, portanto, resultado de uma evolução convergente. O takin é o animal nacional do Butão. 

## Descrição física

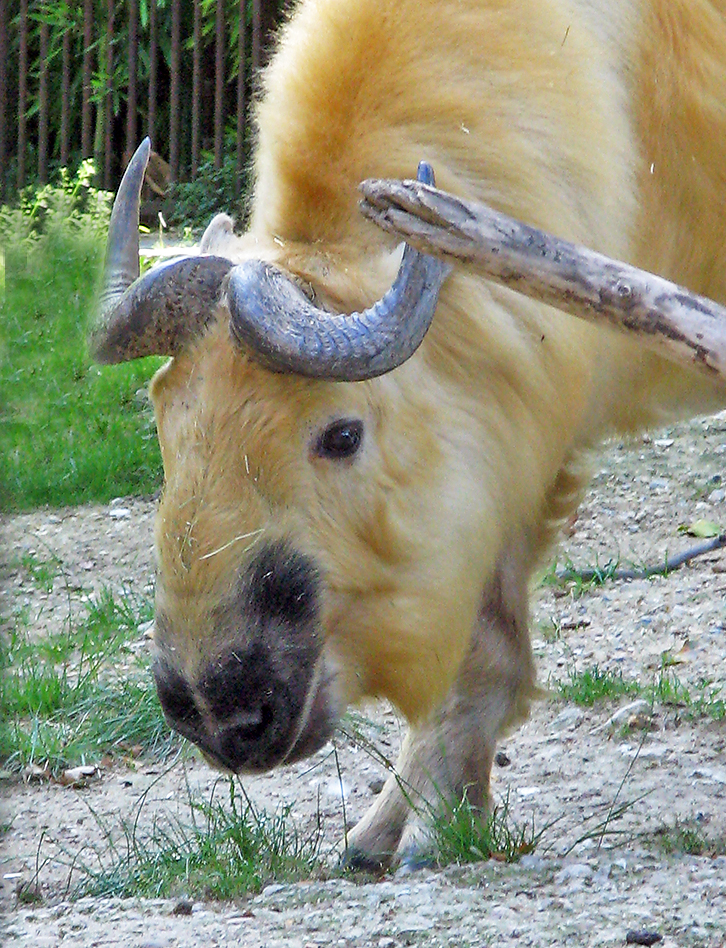
takin dourado em um zoológico em Paris, França.

O takin rivaliza com o boi almiscarado o título de maior membro da subfamília caprinae, que incluí cabras, ovelhas e espécies similares. As pernas do takin são curtas e fortes e terminam em cascos com dois dedos, que possuem um esporão bem desenvolvido. O corpo é robusto e musculoso, a cabeça é grande e distinta por seu focinho alongado, os chifres também são relativamente grandes e podem atingir até 64 cm, e ambos os sexos os possuem. A pelagem e longa e clara e possuí uma mancha escura no dorso, e os machos têm rostos escuros. Atualmente 4 subespécies de takin são reconhecidas, e cada uma delas parecem demostrar varições na cor de suas respectivas pelagens, a coloração geral varia de preto-avermelhado, castanho-avermelhado e amarelo acinzentado no himalaia oriental, na província chinesa de Sichuan, os takins possuem um pelagem mais clara principalmente dourado ou (raramente) branco. A pelagem têm em média 3 cm de espessura no verão, mas pode chegar até 24 cm no inverno.
A altura do takin varia de 97 a 140 cm no ombro, com um comprimento de 1,60 a 2,20 m, relativamente curto, e a cauda acrescentando mais 21,6 cm. As médias de peso variam, mais de acordo com a maioria dos relatórios os machos são maiores que as fêmeas, pesando de 300-350 kg, contra 250-300 kg das fêmeas, porém, ironicamente o maior takin cativo conhecido era uma fêmea de 322 kg. É provável que os maiores indivíduos da espécie possam pesar até 400 kg, ou 600 kg em alguns casos. 
Ao invés de glândulas de feromônios localizadas, os takins secretam uma substancia oleosa e de cheiro forte em todo o corpo. Esta é a provável rasão da aparência inchada do rosto do animal. Devido a está característica, o biólogo George Schaller o comparou com um alce. Sua pelagem e aparência lhes concedeu alguns nomes e apelidos como boi de camurça e cabra-gnu. 

## Habitat

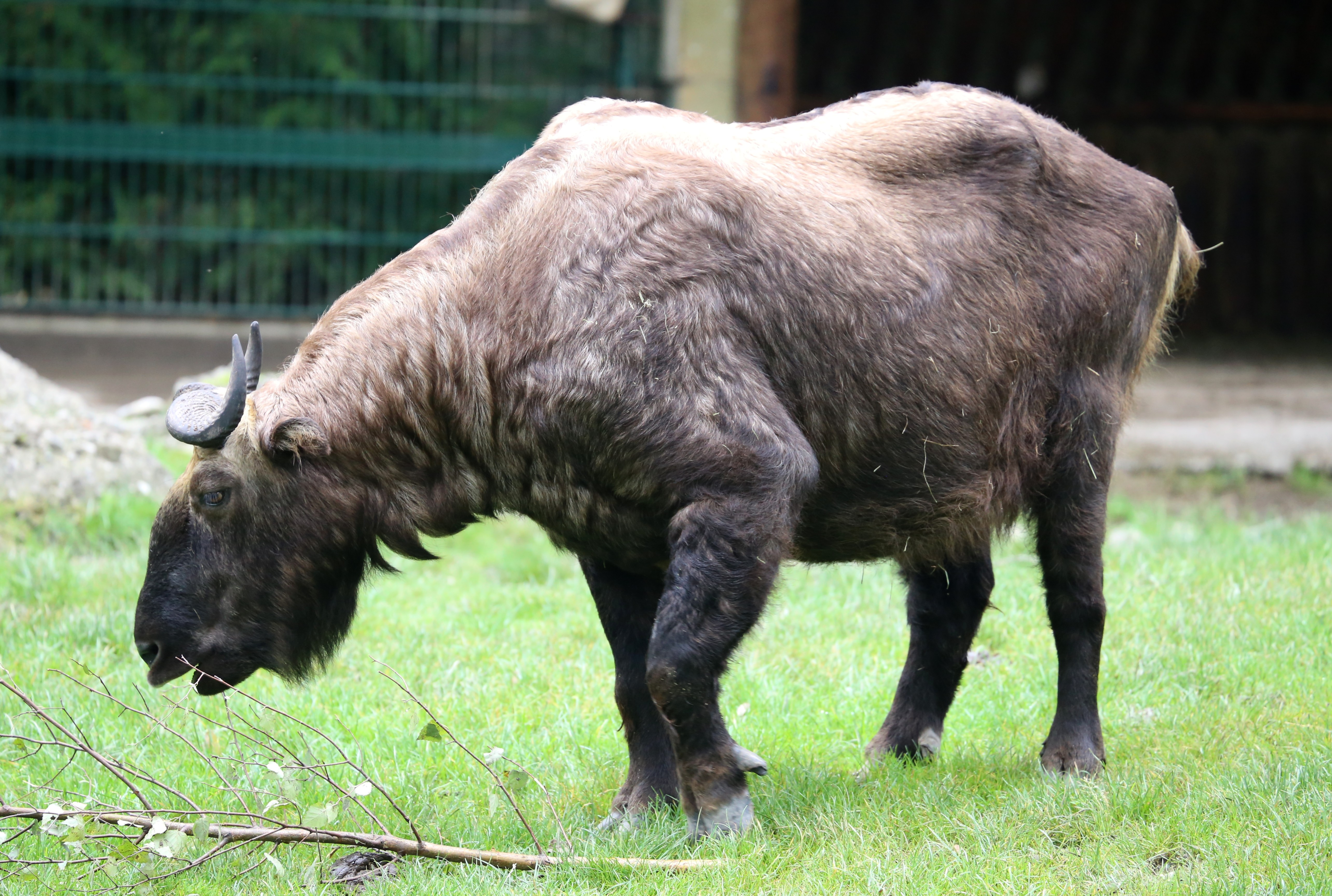
takin com uma pelagem mais escura em um zoológico na Alemanha.

Os takins são encontrados em vales, zonas alpinas e áreas rochosas cobertas de capins em altitudes entre 1.000 e 4.500 m acima do nível do mar. O takin de Mishmi, uma subespécie de takin, ocorre no leste de Arunachal Pradesh, enquanto que o takin do Butão, se encontra a oeste de Arunachal Pradesh e no Butão. A reserva da Biosfera Dihang-Dibang é considerado uma fortaleza, tanto para o takin do Butão quanto para o takin de Mishmi. 

## Biologia
Sociáveis, eles frequentemente são encontrados em pequenos grupos familiares de cerca de 20 indivíduos, embora machos velhos prefiram mais uma vida solitária. No verão os rebanhos podem chegar a 300 animais que se reúnem nas encostas rochosas. Os grupos parecem ser maiores em locais de alimentação mais favoráveis, ou próximos a fontes termais. O acasalamento ocorre em julho e agosto, e os machos lutam entre si por uma fêmea, com cabeçadas, e ambos os sexos parecem utilizar o aroma da própria urina como indicador de domínio. Um único filhote nasce após um período de gestação de cerca de 8 meses. Os takins parecem migrar para pastagens mais baixas no inverno, onde o frio é menos intenso. Geralmente, quando perturbados, os indivíduos soam um alarme semelhante a uma ''tosse'' e o rebanho imediatamente bate em retirada ou se deitam no chão para se camuflar. 

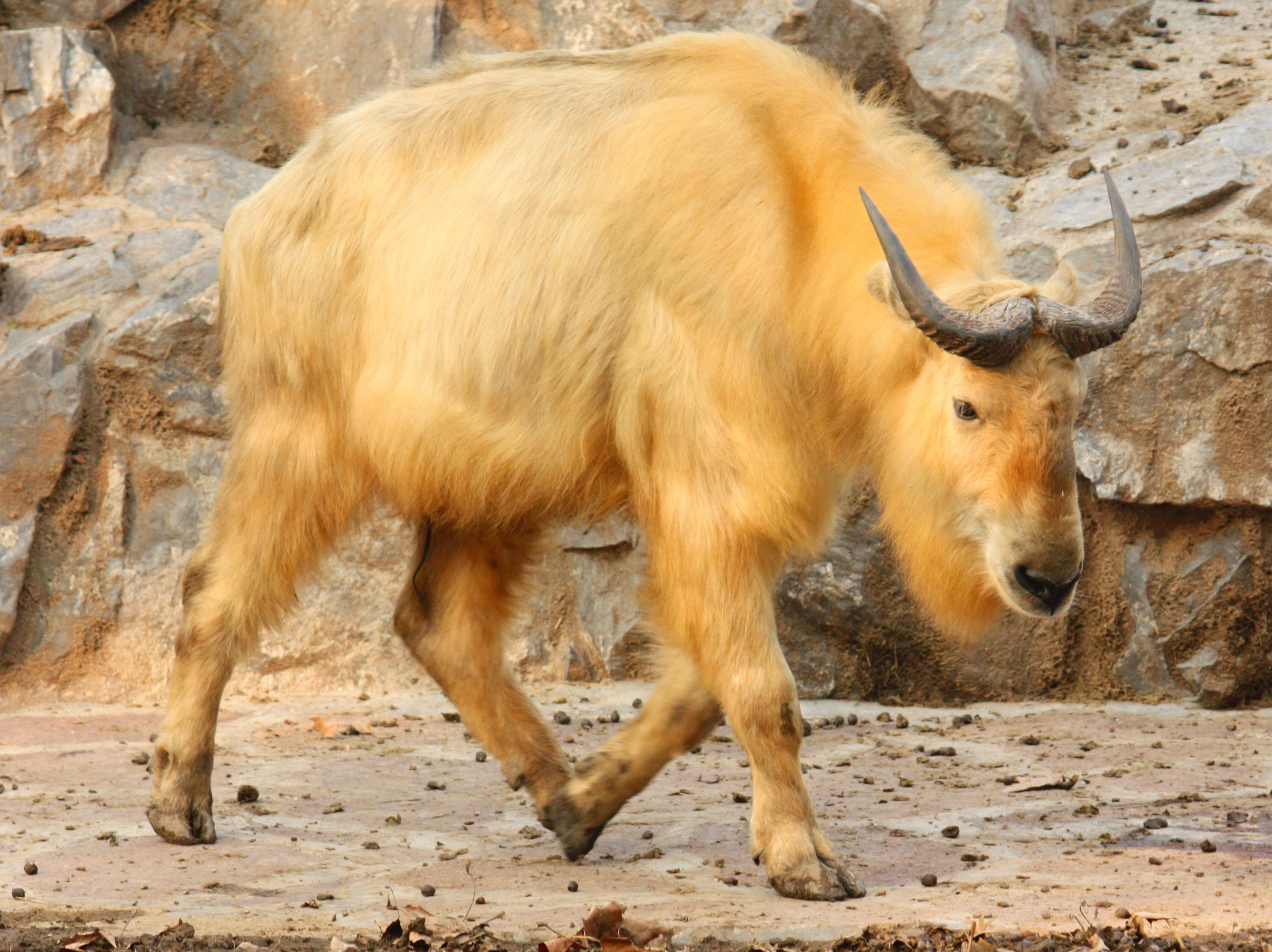
Um takin dourado no zoológico de Xangai na China.

Eles pastam do início da manhã até o final da tarde, comendo uma grande variedade de folhas e gramíneas, bem como brotos de bambu e flores. As vezes, na tentativa de comer plantas e folhas mais altas, eles se apoiam sobre as patas traseiras e assim podem alcançar vegetação a até 3,10 m de altura. O sal é um item importante na dieta do takin, e os indivíduos podem permanecer próximos a fontes de sal por vários dias. 
Eles partilham de seu habitat com vários predadores em potencial, incluindo ursos negros asiáticos, leopardos e (mais raramente) tigres, lobos cinzentos, leopardos das neves e cães selvagens indianos. De forma anedótica, tanto ursos quanto os lobos podem predar os takins se tiverem uma oportunidade, o que e provável devido a natureza oportunista desses predadores. No entanto, o único predador natural do takin, de facto, é o leopardo das neves, embora seja improvável que o felino consiga abater um animal adulto devido ao seu tamanho. Os principais predadores do takin são os seres humanos, que os caçam normalmente por sua carne (considerada um iguaria pelas pessoas locais) e mais secundariamente por sua pele. Os seres humanos conseguem encurralar e matar os takins os atraindo para fontes de sal, devido ao seu gosto por este mineral. 

## Conservação
Em grande parte devido à caça excessiva e à destruição de seu habitat natural, o takin é considerado uma espécie em extinção na China e Vulnerável pela UICN. Embora não sejam uma espécie comum, seus números parecem ter sido reduzidos consideravelmente nos últimos anos. 